# Semanario del Nuevo Reino de Granada
Semanario del Nuevo Reino de Granada (abreviado Semanar. Nueva Granada) fue la primera publicación de carácter científico del Virreinato de la Nueva Granada, en la cual se abordaban diversas temáticas con el fin de que los conocimientos de los criollos ilustrados de la época tuvieran eco y estuvieran al servicio de la patria. En su gran mayoría son escritos de 8 páginas por número y para finalizarlos podían tomarse alrededor de 6. Hacia 1810 cambió su nombre a Continuación del Semanario y también cambió su periodicidad, pues deja de ser semanal para empezar a publicar memorias mensuales. Editado principalmente por el científico, militar, geógrafo, botánico, astrónomo, naturalista, periodista Neogranadino y prócer de la independencia de Colombia, Francisco José de Caldas; fue publicado desde 1808 hasta 1810.

## Motivaciones para su publicación
El Semanario del Nuevo Reino de Granada hace parte de las publicaciones periódicas de Santafé, pero se diferencia de ellas, en el énfasis de su carácter científico más que en el periodístico. En él se rescata y se refleja a la vez, el esfuerzo de Caldas por corregir unos de los grandes defectos que tuvo la Real Expedición Botánica del Nuevo Reino de Granada, la no publicación de los resultados y hallazgos. Para garantizar su continuidad, en los Avisos al público se hacía alusión a la contribución de un número más grande de suscriptores, la cual tenía un costo anual y voluntario de 6 pesos para los vecinos de la capital, 8 para los de fuera y 10 para quienes estuviesen fuera del reino. Este Semanario, científico y literario prendió la chispa de la independencia y acabó de formar su clase dirigente. En sus páginas se respira el amor a la tierra que nos vio nacer y el deseo de conseguir la emancipación de la metrópoli.

## Suscriptores
- Manuel del Socorro Rodríguez
- Camilo Torres Tenorio
- José Celestino Mutis
- Miguel de Pombo
- José Manuel Restrepo
- Juan del Corral
- Joaquín Francisco Fidalgo
- Eloy Valenzuela
- Sinforoso Mutis Consuegra
- Colegio Mayor de Nuestra Señora del Rosario
- Jorge Tadeo Lozano

## Índice 1808
| Número del semanario | Fecha de publicación | Título |
| -------------------- | --- | --- |
|                      | 4 de octubre de 1807 | “A solicitud de Don Bruno Espinosa de los Monteros impresor Real de esta Ciudad ha concedido licencia el Superior Gobierno para que se imprima un nuevo papel periódico, cuyo plan y aviso se me ha entregado por Secretaría con orden de que lo publique en los términos siguientes…” |
|                      | 4 de octubre de 1807 | “Noticia: Pareciéndole al editor interesante y curiosa la siguiente noticia ha querido publicarla antes de dar principio a su Semanario” |
| 1 - 5                | 3, 10, 17, 24 y 31 de enero de 1808                                                                                         | “Estado de la geografía del virreynato de Santafé de Bogotá con relación a la economía y al comercio, por don Francisco José de Caldas, individuo meritorio de la Expedición Botánica del Reyno, y encargado del Observatorio Astronómico de la Capital” |
| 6                    | 7 de febrero de 1808 | “Observaciones meteorológicas para el mes de enero de 1808 hechas en el Observatorio Astronómico de Santafé de Bogotá por D. Francisco José de Caldas” |
| 7                    | 14 de febrero de 1808 | “Notas y explicación de la tabla antecedente”. Descripción del Observatorio astronómico de Santafé de Bogotá |
| 8                    | 21 de febrero de 1808 | Carta dirigida a Don Francisco José de Caldas |
| 9                    | 28 de febrero de 1808 | “Conclusión del número anterior” (Continuación - Carta dirigida a Don Francisco José de Caldas) |
| 10                   | 6 de marzo de 1808 | “Discurso sobre la Educación” (Parte 1 y 2) “Observaciones meteorológicas para el mes de febrero de 1808 hechas en el Observatorio Astronómico de Santafé de Bogotá por D. Francisco José de Caldas” |
| 11 - 13              | 13, 20 y 27 de marzo de 1808                                                                                                | “Discurso sobre la Educación” (Parte 3 - 5) |
| 14                   | 3 de abril de 1808 | “Discurso sobre la Educación” (Parte 6 y 7) “Observaciones meteorológicas para el mes de marzo de 1808 hechas en el Observatorio Astronómico de Santafé de Bogotá por D. Francisco José de Caldas” |
| 15 - 19              | 10 de abril de 1808 | “Memoria sobre las serpientes y plan de observaciones para aclarar la historia natural de las que habitan en el Nuevo Reino de Granada y para cerciorarse de los verdaderos remedios capaces de favorecer a los que han sido mordidos por las venenosas. Por Don Jorge Tadeo Lozano Maldonado de Mendoza, Individuo de la Real Expedición Botánica de Santafé de Bogotá, y encargado, con Real aprobación, de su parte Zoológica” |
| 20                   | 15 de mayo de 1808 | Anuncio al público. “Observaciones meteorológicas para el mes de abril de 1808 hechas en el Observatorio Astronómico de Santafé de Bogotá por D. Francisco José de Caldas” |
| 21                   | 22 de mayo de 1808 | “Razgo problemático por D. José María Gutiérrez”. “Observación del eclipse total de luna del 9 de Mayo de 1808, hecha en el Observatorio Astronómico de Santafé de Bogotá, por D. Francisco Joseph de Caldas” |
| 22 - 29              | 29 de mayo, 5, 12, 19 y 26 de junio, 3, 10 y 17 de julio de 1808                                                            | “El influjo del clima sobre los seres organizados. Por Don Francisco José de Caldas. Individuo meritorio de la Expedición Botánica de Santafé de Bogotá y encargado del Observatorio Astronómico de esta capital”. “Observaciones meteorológicas para el mes de mayo de 1808 hechas en el Observatorio Astronómico de Santafé de Bogotá por D. Francisco José de Caldas”                                                          |
| 30                   | 24 de julio de 1808 | “Suplemento al Semanario del Nuevo Reino de Granada” |
| 31 - 41              | 31 de julio, 7, 14, 21 y 28 de agosto, 4, 11, 18 y 25 de septiembre, 2 y 9 de octubre de 1808                               | “Sobre el influjo del clima en la educación física y moral del hombre del Nuevo Reyno de Granada por Don Francisco Antonio de Ulloa” “Observaciones meteorológicas para el Julio de 1808, hechas en el observatorio astronómico de Santafé de Bogotá por Don Francisco Joseph de Caldas”. |
| 42 - 53              | 16, 23 y 30 de octubre; 6, 13, 20 y 27 de noviembre; 4, 11, 18 y 25 de diciembre de 1808; 1 de enero de 1809 (Año 2 No. 53) | “Discurso en que siguiendo las piadosas intenciones de nuestros Católicos Monarcas y consultando a la necesidad y utilidad de la Religión, del Estado y de los Pueblos, se propone la erección de obispados en este Nuevo Reyno de Granada; por el D.D...” “Observaciones meteorológicas para el mes de junio de 1808 hechas en el Observatorio Astronómico de Santafé de Bogotá por Francisco José de Caldas”                    |

## Índice 1809
| Número del semanario | Fecha de publicación                                                                  | Título |
| -------------------- | ------------------------------------------------------------------------------------- | --- |
|                      |                                                                                       | Prospecto del Semanario del Nuevo Reyno de Granada para el año de 1809 |
| 1                    | 8 de enero de 1809                                                                    | Introducción del Editor. “Noticia de una grama útil para potreros o prados artificiales” |
| 2 - 3                | 15 y 22 de enero de 1809                                                              | “Noticia de la Caña solera” “Resumen de las quinas que se han extrahido del puerto de Cartagena para otros de América y Europa en el discurso de los seis últimos años remitido por D.D. Eloy Valenzuela” |
| 4                    | 29 de enero de 1809                                                                   | “Balansa del comercio de Cartagena en los tres años útiles que antecedieron a esta guerra, a saber” |
| 5                    | 2 de febrero de 1809                                                                  | “Memoria sobre el río de Prado” “Noticia Meteorológica” |
| 6 - 12               | 19, 19 y 26 de febrero; 5, 12, 19 y 26 de marzo de 1809                               | “Ensayo sobre la Geografía, producciones, industria y poblaciones de la Provincia de Antioquia en el Nuevo Reino de Granada por el D.D. José Manuel Restrepo, Abogado de la Real Audiencia de Santafé de Bogotá” |
| 13 - 15              | 2, 9 y 16 de abril de 1809                                                            | “Relación territorial de la provincia de Pamplona, formada por el D.D. Joaquín Camacho, Abogado de la Real Audiencia de Santafé, y Corregidor interino de la villa del Socorro” Nota al editor. |
| 16 - 26              | 23 y 30 de abril; 7, 14, 21 y 28 de mayo; 4, 11, 18 y 25 de junio; 2 de julio de 1809 | “Geografía de las Plantas o Quadro físico de los Andes Equinoxiales, y de los países vecinos; levantado sobre las observaciones y medidas hechas sobre los mismos lugares desde 1799 hasta 1803, y dedicado, con los sentimientos del más profundo reconocimiento dedicado, con los sentimientos del más profundo reconocimiento al Ilustre patriarca de los Botánicos Don José Celestino Mutis por Federico Alexandro Barón de Humboldt" - Traducido del francés por D. Jorge Tadeo Lozano. Con una prefación y algunas notas por Caldas. “Noticias Meteorológicas” “Noticia Política” “Noticia sobre los Cotos” “Carta sobre los cotos” “Nota del Editor” “Aviso al público” |
| 27 - 32              | 9, 16, 23 y 30 de julio; 6 y 8 de agosto de 1809                                      | “Memoria descriptiva del país de Santafé de Bogotá, en que se impugan varios errores de la que escribió Leblond sobre el mismo objeto leída en la Academia Real de las Ciencias; por Don José María Salazar, Abogado de esta ciudad” “Noticia Patriótica” |
| 33                   | 20 de agosto de 1809                                                                  | Respuesta a dos críticas recibidas por el Semanario. “Estado de los nacidos, muertos y casados en el curato de esta catedral desde 1800 hasta 1808…” |
| 34                   | 27 de agosto de 1809                                                                  | “Observaciones sobre el cultivo del trigo” (Comentario sobre el texto anterior) “Estado del hospital real de la ciudad de Popayán, al cuidado de los R.R. P.P. Belemitas, para el quinquenio que se expresa” |
| 35                   | 3 de septiembre de 1809                                                               | “Estado del hospital real de la ciudad de Popayán, al cuidado de los R.R. P.P. Belemitas, para el quinquenio que se expresa - Continuación “Aviso al Público” |
| 36                   | 10 de septiembre de 1809                                                              | “Aviso al Público” - Continuación “Respuesta al Aprendiz” “El Arte de Nadar” |
| 37 - 44              | 17 y 24 de septiembre; 1, 8, 15, 22 y 29 de octubre; 5 de noviembre de 1809           | “El Arte de Nadar” - Continuación “Don José Maria Duran, Administrador de Aguardientes de Puente-Real nos ha remitido el estado siguiente” “Discurso sobre los cementerios” |
| 45                   | 12 de noviembre de 1809                                                               | Estado general del comercio en el puerto de la Guaira “Noticia de una Tenia o lombriz solitaria” |
| 46                   | 19 de noviembre de 1809                                                               | “Discurso que Don Joseph María Gutiérrez pronunció en el Colegio y Universidad de San Pedro de Monpox, como Catedrático de Filosofía” |
| 47                   | 26 de noviembre de 1809                                                               | “Elevación del pavimento del salón principal del observatorio de Santafé de Bogotá” “Concluye la descripción de la elevación del salón principal del observatorio” (Comunicado de Caldas) “Advertencia sobre la curación de la Tenia de la que se habló en el número 45” |
| 48 - 50              | 3, 10 y 17 de diciembre de 1809                                                       | “Fragmento de una obra titulada: Fauna Cundinamarquesa, o descripción de los animales del Nuevo Reyno de Granada; su autor D. Jorge Tadeo Lozano Maldonado de Mendoza, Individuo de la Real Expedición Botánica y encargado con Real aprobación de su parte zoológica” “Nota del editor” |
| 51                   | 24 de diciembre de 1809                                                               | “Nuevo plan del Semanario para el año de 1810” “Recapituación del fragmento publicado en el número 49, El Hombre” |
| 52                   | 31 de diciembre de 1809                                                               | “Mis Horas” “Oda a la Noche” Epílogo |

## Índice 1810
| Número del semanario | Fecha de publicación    | Título | Consulta |
| -------------------- | ----------------------- | --- | --- |
| 1                    | 12 de enero de 1810     | “Sobre la importancia del cultivo de la Cochinilla que produce el Reyno, y la de trasplantar á él la Canela, Clavo, Nuez-moscada y demás especias del Asia, y que ganò el premio propuesto en el No. 21 (año de 1808) de este Periòdico”                                                                                                  | https://web.archive.org/web/20120818151422/http://www.bibliotecanacional.gov.co//recursos_user/digitalizados/fpineda_6_pza1.pdf  |
| 2                    | 16 de enero de 1810     | “Sobre las causas y curación de los cotos que ganó el premio propuesto en el número 30 (año de 1808) de este periódico” | https://web.archive.org/web/20120818151502/http://www.bibliotecanacional.gov.co//recursos_user/digitalizados/fpineda_6_pza2.pdf  |
| 3                    | s.f                     | “Sobre el modo de cultivar la cochinilla” | https://web.archive.org/web/20120818114338/http://www.bibliotecanacional.gov.co//recursos_user/digitalizados/fpineda_20_pza2.pdf |
| 4                    | 6 de mayo de 1810       | “Idea de un instrumento llamado Chromapicillo que manifiesta la degradación de los colores” | https://web.archive.org/web/20120818151540/http://www.bibliotecanacional.gov.co//recursos_user/digitalizados/fpineda_6_pza4.pdf  |
| 5                    | 12 de mayo de 1810      | “Sobre la importancia de connaturalizar en el Reyno la Vicuña del Perú y Chile” | https://web.archive.org/web/20120818151549/http://www.bibliotecanacional.gov.co//recursos_user/digitalizados/fpineda_6_pza5.pdf  |
| 6                    | 16 de junio de 1810     | “Sobre la naturaleza, causas y curación del coto” | https://web.archive.org/web/20120818151559/http://www.bibliotecanacional.gov.co//recursos_user/digitalizados/fpineda_6_pza6.pdf  |
| 7                    | 10 de noviembre de 1810 | “Almanaque para el año de 1811 calculado para el Nuevo Reino de Granada por (M) D. Francisco Josef de Caldas y Tenorio” | https://web.archive.org/web/20120818151612/http://www.bibliotecanacional.gov.co//recursos_user/digitalizados/fpineda_6_pza7.pdf  |
| 8                    | s.f                     | “Quadro físico de las regiones ecuatoriales por Federico Alexandro Baron de Humboldt. Traducido del francés y anotado por D.Francisco José de Caldas, director del Observatorio Astronómico de Santafé de Bogotá, Individuo de la Expedición botánica y Catedrático de Matemáticas en el Colegio R.M.de N.S.del Rosario en esta capital”  | https://web.archive.org/web/20120818151622/http://www.bibliotecanacional.gov.co//recursos_user/digitalizados/fpineda_6_pza8.pdf  |
| 9                    | s.f                     | “Quadro físico de las regiones ecuatoriales por Federico Alexandro Barón de Humboldt. Traducido del francés y anotado por D.Francisco Josef de Caldas, director del Observatorio Astronómico de Santafé de Bogotá, Individuo de la Expedición botánica y Catedrático de Matemáticas en el Colegio R.M.de N.S.del Rosario en esta capital” | https://web.archive.org/web/20120818151634/http://www.bibliotecanacional.gov.co//recursos_user/digitalizados/fpineda_6_pza9.pdf  |
| 10                   | s.f                     | “Estadística de México” Extractada del español, y anotada por Don Francisco Josef de Caldas, Director del Observatorio astronómico de Santafé de Bogotá, Individuo de la Expedición botánica y catedrático de Matemáticas en el Colegio R.M.de N.S. del Rosario de esta Capital”                                                          | https://web.archive.org/web/20120818103640/http://www.bibliotecanacional.gov.co//recursos_user/digitalizados/fpineda_13_pza1.pdf |
| 11                   | s.f                     | “Elogio histórico del Dr.D. Miguel Cabal. Director del observatorio astronómico de Santafé de Bogotá, Individuo de la Expedición botánica y catedrático de Matemáticas en el Colegio R.M.de N.S. del Rosario de esta Capital” | https://web.archive.org/web/20120818151451/http://www.bibliotecanacional.gov.co//recursos_user/digitalizados/fpineda_6_pza11.pdf |

## Galería de facsimiles
|                                                                        |
| Número I del Semanario del Nuevo Reino de Granada para el año de 1808. |

| |
| Licencia del Superior Gobierno a Don Bruno Espinosa para la impresión del Semanario del Nuevo Reino de Granada. |

| |
| Introducción del editor haciendo referencia a Don Eloy Valenzuela así como a sus indagaciones y aportes |

| |
| En esta página se encuentra el listado de personas que se suscribieron al Semanario en 1808 en las diferentes ciudades del virreinato. |